# Mikel Odriozola
Pour les articles homonymes, voir Odriozola.
Mikel Odriozola Domínguez, né le 25 mai 1973 à Errenteria, Guipuscoa, est un athlète espagnol, spécialiste de la marche.
Ses meilleurs temps sont de :
- 20 km : 1 h 22 min 29 s à Leamington Spa le 23 avril 2000
- 50 km : 3 h 41 min 47 à El Prat de Llobregat le 27 février 2005 (son premier 50 km a été effectué en 1996)

## Palmarès
- 18e sur 20 km aux Championnats du monde d'athlétisme 1999 à Séville
- 26e sur 50 km aux Championnats du monde d'athlétisme 2009 à Berlin
- 13e sur 50 km aux Jeux olympiques à Pékin en 3 h 51 min 30
- 4e à la Coupe du monde de marche à Tchéboksary en 3 h 47 min 30
- 6e sur 50 km aux Championnats du monde d'athlétisme 2007 à Ōsaka en 3 h 55 min 19
- 5e sur 50 km aux Championnats d'Europe à Göteborg en 3 h 46 min 34
- 4e à la Coupe du monde à La Corogne en 3 h 44 min 59
- 14e sur 50 km aux Championnats du monde d'athlétisme 2003 à Paris Saint-Denis, en 3 h 56 min 27
- 15e sur 50 km aux Championnats du monde d'athlétisme 2001 à Edmonton en 3 h 57 min 17
- 24e aux Jeux olympiques à Sydney, en 3 h 59 min 50
- 23e à la Coupe du monde de Mézidon-Canon, en 3 h 51 min 01
- 4e aux Championnats d'Europe à Budapest, en 3 h 47 min 24
- 48e à la Coupe du monde à Poděbrady, en 4 h 8 min 7